# グレゴワール・ル・ロワ

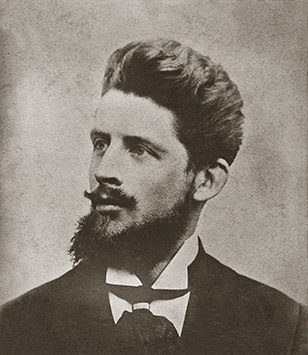
Grégoireleroy7

グレゴワール・ル・ロワ（Grégoire Le Roy, 1862年 - 1941年）は、ベルギー象徴主義の詩人。同じくベルギー象徴主義の詩人・戯曲家のモーリス・メーテルリンク（Maurice Maeterlink, 1862-1949）とは同い年で、同じヘント出身。フラマン語を話したが、フランス語を習得し、フランス語で創作活動をした。ベルギーのイクセルにて死去。

## 日本語訳
- 『我が心は過去に涙す；対訳』、城牙咲くらは訳、デザインエッグ社、2020年　ISBN 4815018243

## 作品
- 1887 - La Chanson d'un soir
- 1889 - Mon Cœur pleure d'autrefois...
- 1911 - La Couronne des soirs
- 1912 - Le Rouet et la besace
- 1920 - Les Chemins dans l'ombre
- 1922 - James Ensor
- 1933 - L'Œuvre gravé de Jules De Bruycker